# Ulrich Horstmann
Ulrich Horstmann (* 31. Mai 1949 in Bünde) ist ein deutscher Literaturwissenschaftler und Schriftsteller, der auch unter den Pseudonymen Horst-Ulrich Mann und Klaus Steintal veröffentlicht.

## Leben
Ulrich Horstmann legte 1967 das Abitur am Freiherr-vom-Stein-Gymnasium in Bünde/Ostwestfalen ab und beendete 1974 sein Studium der Anglistik und Philosophie an der Universität Münster mit der Promotion (Dissertationsthema: Edgar Allan Poe). Er war Dozent an der University of South Africa in Pretoria. 1983 habilitierte er sich mit einer Studie über Ästhetizismus und Dekadenz. Von 1991 bis zu seiner Emeritierung 2014 war er Professor für englische und amerikanische Literatur an der Universität Gießen. Er lebt in Marburg/Lahn.
Ulrich Horstmann, der seit 1976 neben wissenschaftlichen Arbeiten auch Essays, Romane, Theaterstücke und Übersetzungen aus dem Englischen veröffentlicht, wurde im Jahr 1983 bekannt durch seine Abhandlung Das Untier, in der er eine dem friedensbewegten Zeitgeist jener Jahre diametral entgegengesetzte philosophische Position vertrat: Er propagierte eine Perspektive der „Menschenflucht“, aus der die Selbstauslöschung der Menschheit mit Hilfe des angehäuften Atomwaffenarsenals als Zielpunkt der (Kultur-)Geschichte erschien. Die Veröffentlichung veranlasste das „Neue Deutschland“ zu der besorgten Anfrage, „wann Professor Horstmann seinen Nervenarzt zuletzt konsultiert hat“. Die „Eventualitätsphilosophie“ Horstmanns trieb den Pessimismus seines Vorbilds Schopenhauer auf die gnostische Spitze. Dass daneben auch die Spottlust von Swifts A Modest Proposal Pate gestanden hat, belegen unter den späteren Publikationen, denen bisweilen extremer Weltekel und Nihilismus nachgesagt wurden, nicht zuletzt die „Kampfschweiger“-Gedichte.
Ulrich Horstmann, der Mitglied des PEN-Zentrums Deutschland ist, erhielt 1988 auf Vorschlag von Günter Kunert den Kleist-Preis.

## Werke
- Ansätze zu einer technomorphen Theorie der Dichtung bei Edgar Allan Poe. Bern 1975, ISBN 3-261-01741-4.
- Klaus Steintal: Er starb aus freiem Entschluß. Ein Schriftwechsel mit Nekropolis. Obertshausen 1976.
- Wortkadavericon oder Kleine thermonukleare Versschule für jedermann. Köln u. a. 1977, ISBN 3-88097-052-1.
- Nachgedichte. Miniaturen aus der Menschenleere. Essen 1980.
- Steintals Vandalenpark. Erzählung. Siegen 1981, ISBN 3-922524-04-4.
- Terrarium oder Einführung in die Menschenhaltung. Bühnenmanuskript. München 1981.
- Würm. Ein Spektakel aus der Nachgeschichte. Stückgut, München 1981.
- Ästhetizismus und Dekadenz. Zum Paradigmakonflikt in der englischen Literaturtheorie des späten 19. Jahrhunderts. München 1983, ISBN 3-7705-2098-X.
- Parakritik und Dekonstruktion. Eine Einführung in den amerikanischen Poststrukturalismus. Würzburg 1983, ISBN 3-88479-131-1.
- Das Untier. Konturen einer Philosophie der Menschenflucht. Medusa-Verlag, Wien und Berlin 1983. Suhrkamp 1985–1993, ISBN 3-518-37672-1. Mit einem Nachwort von Frank Müller: Hoof-Verlag, Warendorf 2004, ISBN 3-936345-47-3, 6. Auflage: 2016.
- Hirnschlag. Aphorismen, Abtestate. Berserkasmen. Göttingen 1984, ISBN 3-88694-501-4.
- Silo. Ein Lehrstück in Brutpflege. Bühnenmanuskript. Göttingen 1984.
- Der Spender. eine Komödie für Empfängnisbereite. Bühnenmanuskript. München 1984.
- Das Glück von OmB'assa. Phantastischer Roman. Frankfurt am Main 1985, ISBN 3-518-37588-1.
- Der lange Schatten der Melancholie. Versuch über ein angeschwärztes Gefühl. Essen 1985, ISBN 3-924368-24-4. Shoebox House, Hamburg 2012, ISBN 978-3-941120-09-9.
- Ufo oder Der dritte Stand. Eine leicht versandete Komödie. Bühnenmanuskript. München 1987.
- Schwedentrunk. Gedichte. Frankfurt am Main 1989, ISBN 3-596-22362-8.
- Patzer. Roman. Zürich 1990, ISBN 3-251-00165-5.
- Ansichten vom Großen Umsonst. Essays. 1984–1990. Verlag Hans Mohn, Gütersloh 1991, ISBN 3-579-01114-6.
- Infernodrom. Programm-Mitschnitte aus dreizehn Jahren. Paderborn 1994, ISBN 3-927104-82-5.
- Altstadt mit Skins. Gedichte. Paderborn 1995, ISBN 3-927104-96-5.
- Konservatorium. Geschichten über kurz oder lang. Paderborn 1995, ISBN 3-89621-017-3.
- Beschwörung Schattenreich. Theaterstücke und Hörspiele von 1978 bis 1990. Mit einem Essay über die Kunst, zur Hölle zu fahren. Paderborn 1996, ISBN 3-89621-036-X.
- Einfallstor. Neue Aphorismen. Oldenburg 1998, ISBN 3-89621-065-3.
- Jeffers-Meditationen oder Die Poesie als Abwendungskunst. Heidelberg 1998, ISBN 3-930978-10-5.
- Abdrift. Neue Essays. Oldenburg 2000, ISBN 3-89621-103-X.
- Göttinnen, leicht verderblich. Gedichte. Oldenburg 2000, ISBN 3-89621-106-4.
- J. Ein Halbweltroman. Oldenburg 2002, ISBN 3-89621-138-2.
- Ausgewiesene Experten. Kunstfeindschaft in der Literaturtheorie des 20. Jahrhunderts. Lang, Frankfurt am Main u. a. 2003, ISBN 3-631-50887-5.
- Picknick am Schlagfluß. Gedichte. Oldenburg 2005, ISBN 3-89621-204-4.
- Hoffnungsträger. Späte Aphorismen und ein Entlassungspapier aus dem Dreißigjährigen Krieg. Johannes G. Hoof, Warendorf 2006, ISBN 3-936345-55-4.
- Rückfall. Roman. Johannes G. Hoof, Münster 2007, ISBN 978-3-936345-59-9.
- Die Aufgabe der Literatur oder Wie Schriftsteller lernten, das Verstummen zu überleben. Verlag S. Fischer, Frankfurt am Main 2009, ISBN 978-3-596-18361-6.
- Horst-Ulrich Mann: Kampfschweiger. Gedichte 1977–2007. Shoebox House Verlag, Hamburg 2011, ISBN 978-3-941120-07-5.
- Abschreckungskunst. Zur Ehrenrettung der apokalyptischen Phantasie. Wilhelm Fink, München 2012, ISBN 978-3-7705-5288-7.
- Schreibweise. Warum Schriftsteller mehr von der Literatur verstehen als ihre akademischen Bevormunder. Königshausen & Neumann, Würzburg 2014, ISBN 978-3-8260-5371-9.
- mit Minh Tran: Im Reich der Freiheit. Wechselspiele. litblockín, Fernwald 2014, ISBN 978-3-932289-89-7.
- Das Glück von OmB'assa nebst Das einzig Wahre oder Hoheslied auf das zwanzigste Jahrhundert. Verlag J.G. Hoof, Berlin 2015, ISBN 978-3-936345-25-4.
- Das Gesamtwerk, Band 1: Essays und Interviews. Verlag Johannes G. Hoof, Berlin 2017, ISBN 978-3-936345-90-2.
- Das vierte Floß der Medusa. Shanties von Bord. Verlag Radius, Stuttgart 2017, ISBN 978-3-87173-047-4.
- Schlußlichterloh. Aphorismen aus dem Rückstau und eine Ausweichempfehlung. Verlag Johannes G. Hoof, Berlin 2018, ISBN 978-3-936345-97-1.
- Das Gesamtwerk, Band 3: Gedichte und Aphorismen. Verlag Johannes G. Hoof, Berlin 2019, ISBN 978-3-936345-99-5.
- Lesebuch. Zusammengestellt und mit einem Nachwort von Walter Gödden. Aisthesis, Bielefeld 2020, ISBN 978-3-8498-1571-4.
- Blasser Schimmer. Hirnbilder 2017-2020. Königshausen und Neumann, Würzburg 2020, ISBN 978-3-8260-7254-3.
- Schwermutmacher. Gedichte und Aphorismen. PalmArtPress, Berlin 2021, ISBN 978-3-96258-095-7.
- Nach Auffinden des Flugschreibers. Eine Auslese. PalmArtPress, Berlin 2023, ISBN 978-3-96258-095-7.

## Herausgeberschaft
- Philipp Mainländer: Philosophie der Erlösung. Frankfurt am Main 1989, ISBN 3-458-32848-3.
- Kunstgriffe. Auskünfte zur Reichweite von Literaturtheorie und Literaturkritik. Festschrift für Herbert Mainusch. Frankfurt am Main u. a. 1990, ISBN 3-631-40723-8.
- Jack London: Der Ruf der Wildnis. München u. a. 1991, ISBN 3-538-06631-0.
- Die stillen Brüter. Ein Melancholie-Lesebuch. Hamburg 1992, ISBN 3-88506-199-6.
- English aphorisms. Stuttgart 1993, ISBN 3-15-009296-5.
- Oscar Wilde: Mein Name ist Prinz Paradox. Stuttgart 2000, ISBN 3-15-018059-7.
- Oscar Wilde: Oscar Wilde for pleasure. Stuttgart 2002, ISBN 3-15-009098-9.
- Philipp Mainländer: Vom Verwesen der Welt und anderen Restposten. Warendorf 2003, ISBN 3-933497-87-6.
- Die Untröstlichen. Ein Melancholie-Lesebuch. Lambert Schneider, Darmstadt 2011, ISBN 978-3-650-23976-1.
- Schattenspiele. Eine Lesereise ins Jenseits der Dichter. Lambert Schneider, Darmstadt 2011, ISBN 978-3-650-23781-1.
- Mit Todesengelszungen. Freisprüche für Selbstmörder von Seneca bis Cioran nebst einem Plädoyer gegen die neue Zwangsjacke. Königshausen & Neumann, Würzburg 2015, ISBN 978-3-8260-5676-5.

## Übersetzungen
- Greg Cullen: Heldengedenken. Ein Falkland-Requiem. (Bühnenmanuskript) München 1987
- Robert Burton: Anatomie der Melancholie. Zürich u. a. 1988, ISBN 3-87162-007-6 (Neue Ausgabe in Die Andere Bibliothek Nr. 228, Frankfurt am Main 2003, ISBN 3-8218-4529-5)
- Jack London: Der Seewolf. München 1990, ISBN 3-538-06627-2.
- James Thomson: Nachtstadt und andere lichtscheue Schriften. Zürich 1992, ISBN 3-251-20122-0.
- Jonathan Swift: Ein Tonnenmärchen. Stuttgart 1994, ISBN 3-15-000652-X.
- Ted Hughes: Gedichte. Heidelberg 1995, ISBN 3-930978-23-7.
- Philip Larkin: Hier. (Privatdruck) Marburg 2002.
- Philip Larkin: Nachwelt. Die besten Gedichte, zweisprachig. Dietzenbach 2018, ISBN 978-3-906336-73-2.